# Кестнер (лунный кратер)
Кратер Кестнер (лат. Kästner) — большой ударный кратер на юго-восточном берегу Моря Смита на видимой стороне Луны. Название присвоено в честь немецкого математика Авраама Кестнера (1719—1800) и утверждено Международным астрономическим союзом в 1961 г. 

## Описание кратера
Ближайшими соседями кратера являются кратер Беринг на западе; кратер Гильберт на северо-западе; кратер Ван Влек на севере; кратер Каррильо на севере-северо-востоке; кратеры Холдейн и Тальбот на северо-востоке; кратер Кисс на востоке; кратер Блек на юго-востоке и кратер Лаперуз на юго-западе. На северо-востоке от кратера Кестнер находится Море Смита. Селенографические координаты центра кратера 6°54′ ю. ш. 78°56′ в. д. / 6,9° ю. ш. 78,94° в. д., диаметр 116,1 км, глубина 3,2 км.
Кратер Кестнер имеет полигональную форму и значительно разрушен. Вал сглажен и перекрыт множеством кратеров различного размера, на северо-северо-востоке имеется разрыв вала. К северной части вала примыкает сателлитный кратер Кестнер G (см. ниже), юго-юго-западная часть вала перекрыта неглубоким безымянным кратером. Высота вала над окружающей местностью около 1530 м, объем кратера составляет приблизительно 12 000 км3. Дно чаши кратера плоское, отмечено множеством мелких кратеров и несколькими хребтами, не имеет приметных структур.

## Сателлитные кратеры
| Кестнер | Координаты                                          | Диаметр, км |
| ------- | --------------------------------------------------- | ----------- |
| A       | 4°30′ ю. ш. 77°16′ в. д. / 4,5° ю. ш. 77,27° в. д.  | 24,4        |
| B       | 6°15′ ю. ш. 80°43′ в. д. / 6,25° ю. ш. 80,71° в. д. | 19,3        |
| C       | 7°56′ ю. ш. 76°53′ в. д. / 7,94° ю. ш. 76,89° в. д. | 22,1        |
| E       | 8°04′ ю. ш. 77°37′ в. д. / 8,06° ю. ш. 77,62° в. д. | 11,9        |
| G       | 3°41′ ю. ш. 79°21′ в. д. / 3,68° ю. ш. 79,35° в. д. | 95,7        |
| R       | 6°54′ ю. ш. 82°10′ в. д. / 6,9° ю. ш. 82,17° в. д.  | 17          |
| S       | 7°59′ ю. ш. 83°06′ в. д. / 7,99° ю. ш. 83,1° в. д.  | 29,2        |

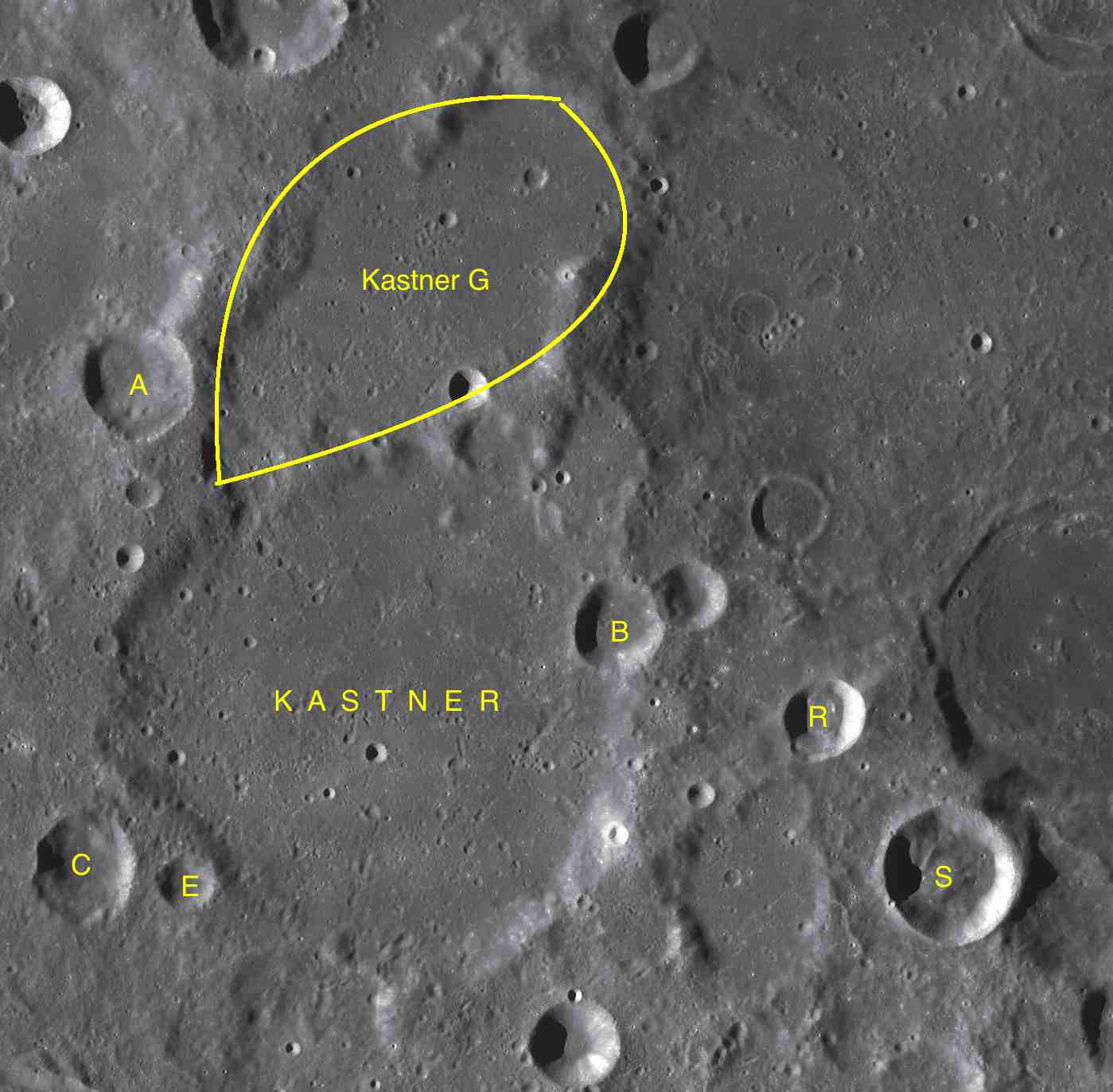
Фрагмент карты LAC-81.

- Сателлитный кратер Кестнер F в 1976 г. переименован Международным астрономическим союзом в кратер Блек.

## См.также
- Список кратеров на Луне
- Лунный кратер
- Морфологический каталог кратеров Луны
- Планетная номенклатура
- Селенография
- Минералогия Луны
- Геология Луны
- Поздняя тяжёлая бомбардировка